# Sundance Film Festival/Beste Regie – Ausländischer Dokumentarfilm
Gewinner des Regiepreises (World Cinema Directing Award: Documentary) mit dem beim jährlich veranstalteten Sundance Film Festival die beste Regie an einem im Wettbewerb befindlichen ausländischen Dokumentarfilm prämiert wird.
Die Auszeichnung wird seit der 25. Auflage des Filmfestivals im Jahr 2008 verliehen. Über die Vergabe entscheidet eine jährlich wechselnde, drei Mitglieder zählende Jury, die i. d. R. aus überwiegend nicht-amerikanischen Filmschaffenden besteht. Bisher konnte kein Regisseur die Auszeichnung mehr als einmal gewinnen.
| Jahr | Preisträger               | Film                                | Deutscher Titel             |
| 2008 | Nino Kirtadze             | Durakovo: Le village des fous       | Für Gott, Zar und Vaterland |
| 2009 | Havana Marking            | Afghan Star                         | nicht bekannt               |
| 2010 | Christian Frei            | Space Tourists                      | Space Tourists              |
| 2011 | James Marsh               | Project Nim                         | nicht bekannt               |
| 2012 | Emad Burnat               | 5 Broken Cameras                    | nicht bekannt               |
| 2013 | Tinatin Gurchiani         | Manqana, romelic kvelafers gaaqrobs | nicht bekannt               |
| 2014 | Iain Forsyth Jane Pollard | 20,000 Days on Earth                | 20.000 Days on Earth        |
| 2015 | Kim Longinotto            | Dreamcatcher                        | Dreamcatcher                |
| 2016 | Michal Marczak            | All These Sleepless Nights          | nicht bekannt               |
| 2017 | Pascale Lamche            | Winnie                              | nicht bekannt               |